# Маслі
Ма́слі (рос. Масли) — село у складі Мішкинського району Курганської області, Росія. Адміністративний центр Маслинської сільської ради.
Населення — 254 особи (2010, 382 у 2002).